# روبرتو باتیون
روبرتو باتیون (انگلیسی: Roberto Battión؛ زادهٔ ۱ مارس ۱۹۸۲) بازیکن فوتبال اهل آرژانتین است.
از باشگاه‌هایی که در آن بازی کرده‌است می‌توان به باشگاه فوتبال بانفیلد، باشگاه فوتبال آرژانتینوس جونیورز، باشگاه فوتبال آریس سالونیک، باشگاه اتلتیکو ایندپندینته، و باشگاه فوتبال ویرا اشاره کرد.